# 元應熙
元應熙（韓語：원응희，1939年—2004年5月15日），北韓政治家及軍事家，曾任職人民武力部保衛司令部司令、朝鮮人民軍大將以及朝鮮勞動黨中央委員會中央委員。

## 生平
元應熙於1983年成為人民軍少將。5年後，入選黨中央委員會的候補委員名單。1990年的最高人民會議選舉中首次當選為代議員，並出任空軍司令部政治委員。同時，又先後晉升為中將及人民武力部部長。翌年，再升為上將及黨中央委員會中央委員。1992年，被委用為人民軍總參謀部保衛局長。1994年7月，授予大將之位，又擔任金日成治葬委員會委員。
1995年12月，元應熙被任命為民武力部保衛司令部司令。一年後隨即爆發以欲推翻金正日統治的第6军政變事件，金正日直屬的護衛司令部在接獲情報後成功鎮壓企圖發動的兵變。自此，元應熙所帶領的保衛司令部失勢。同時，儘管元應熙後來在1998年的最高人民會議選舉中成功連任，但他已遭到金正日所冷落。2003年，元應熙因患有肝癌而退休。翌年5月15日去世。

## 資料來源
1. 1 2 3 4 5 6  .   [2014-05-17]. （原始内容存档于2019-09-15）.
2. ↑  "峰會移轉國際注意力 掩飾黃海戰敗之恥" （页面存档备份，存于） 《中國時報》 2000 6 12
3. 1 2 3  "무력부 보위사령부 원응희 사령관의 비참한 최후" （页面存档备份，存于） 《自由亞洲》 2011 11 1